# NEVER (プロレス興行)
NEVER（ネバー）は、新日本プロレスが主催していた若手選手によるプロレス興行。「NEVER」は「N＝New blood（新しい血）」、「E＝Evolution（発展、進化）」、「V＝Valiantly（勇敢に、試みる）」、「E＝Eternal（永遠に）」、「R＝Radical（根本的に、基本的に）」の略称。

## 概要
若手選手の育成を目的とした新世代育成プロジェクト。主役となるのはヤングライオンと呼ばれる新日本プロレスの若手選手であるが新日本プロレスのベテラン選手や他団体の選手にも出場枠が与えられている。新人選手のデビュー戦、若手選手同士の試合、若手選手対ベテラン選手の試合など多種多様な試合が展開されている。他団体の選手に門戸を開いており普段は見られない他団体同士の対決が実現する数少ない機会となっていた。
現在はLION'S GATEに新世代育成プロジェクトが引き継がれてNEVERの活動は、その名を冠する王座のタイトルマッチが主となっている。

## 歴史
2010年
- 8月24日、新木場1stRINGで旗揚げ戦「NEVER.1」を開催。
- 9月16日、世界館で「NEVER.2」を開催。
- 10月8日、新木場1stRINGで「NEVER.3」を開催。
- 11月18日、新木場1stRINGで「NEVER.4」を開催。

2011年
- 2月24日、新木場1stRINGで「NEVER.5」を開催。
- 4月7日と8日、新木場1stRINGで「NEVER.6〜ROAD TO THE SUPER Jr. 2DAYS TOURNAMENT〜」を開催。
- 9月21日、世界館で「NEVER.7〜Go to the Next Level〜」を開催。

2012年
- 2月10日、世界館で「NEVER.8〜Go to the Next Level〜」を開催。
- 4月13日と15日、新木場1stRINGで「NEVER.9〜ROAD TO THE SUPER Jr. 2DAYS TOURNAMENT〜」を開催。
- 11月15日と19日、SHIBUYA-AXで「NEVER〜初代NEVER無差別級王座決定トーナメント〜」を開催。初代王者は田中将斗[2]。

2016年
- 1月4日、新日本プロレス東京ドーム大会「WRESTLE KINGDOM 10 in 東京ドーム」で初代NEVER無差別級6人タッグ王座決定戦が行われた。初代王者は矢野通&ジェイ・ブリスコ&マーク・ブリスコ組。

## タイトル
- NEVER無差別級王座
- NEVER無差別級6人タッグ王座

## 参戦選手
- 永田裕志
- 天山広吉
- 飯塚高史
- 後藤洋央紀
- 内藤哲也
- 高橋裕二郎
- カール・アンダーソン
- キング・ファレ
- タマ・トンガ
- 矢野通
- 石井智宏
- 本間朋晃
- YOSHI-HASHI
- キャプテン・ニュージャパン
- 田口隆祐
- KUSHIDA
- BUSHI
- 邪道
- 外道
- タイチ
- 三上恭佑
- 高橋広夢
- 渡辺高章
- 田中翔
- 小松洋平
- 田中将斗
- 矢野啓太
- 石井慧介
- 平田一喜
- 大家健
- 富永真一郎
- 児玉ユースケ
- 小川内潤
- 原田大輔
- タダスケ
- 苫小牧卓也
- TAKAみちのく
- 真霜拳號
- 旭志織
- ヒロ・トウナイ
- 滝澤大志
- 関根龍一
- 梶トマト
- マリーンズマスク（2代目）
- 入江茂弘
- 忍
- 田村和宏
- 菊地毅
- 浪口修
- 円華
- 佐々木大輔
- アントーニオ本多
- 内田祥一
- 中島洋平
- 滝井洋介
- ブラック・タイガー（5代目）
- ブラック・タイガー（7代目）

## 他団体における同じ趣旨の興行
- AJ PHOENIX（全日本プロレス）
- プロレスリング・セム（プロレスリング・ノア）
- プロレスリングZERO-SUN（プロレスリングZERO1-MAX、プロレスリングSUN）
- 元気（プロレスリングZERO1）
- 海岸プロレス（プロレスリングZERO1）
- Dダッシュ（大日本プロレス）
- D-RIZE（大日本プロレス）
- 月刊若手通信（DDTプロレスリング）
- DDT NEW ATTITUDE（DDTプロレスリング）
- ヤングダムズプロレス（プロレスリングFREEDOMS）
- OOGAMANIA（みちのくプロレス）
- 道場プロレス（みちのくプロレス）
- DRAGONGATE NEX（DRAGONGATE）
- CLUB-K FRESH（KAIENTAI DOJO）
- ヤングマスター（道頓堀プロレス）
- グリーン☆ボーイ（ダブプロレス）
- 点火（プロレスリングHEAT-UP）
- WNC FUTURE（WNC）
- WNC advance（WNC）
- 蛟龍R（天龍プロジェクト）
- BRAVE HEART（リアルジャパンプロレス）
- YOUNGプロレスわっしょい!（暗黒プロレス組織666）
- Truth（ガッツワールドプロレスリング）
- 若鯱プロレス（スポルティーバエンターテイメント）
- 青春・無限大パワー（JWP女子プロレス）
- YOUNG OH! OH!（プロレスリングWAVE）
- NEW BLOOD（スターダム）
- Teens（アイスリボン）
- Teens&Junior（アイスリボン）
- P's Party（アイスリボン）